# Pregària, meditació i contemplació en el cristianisme

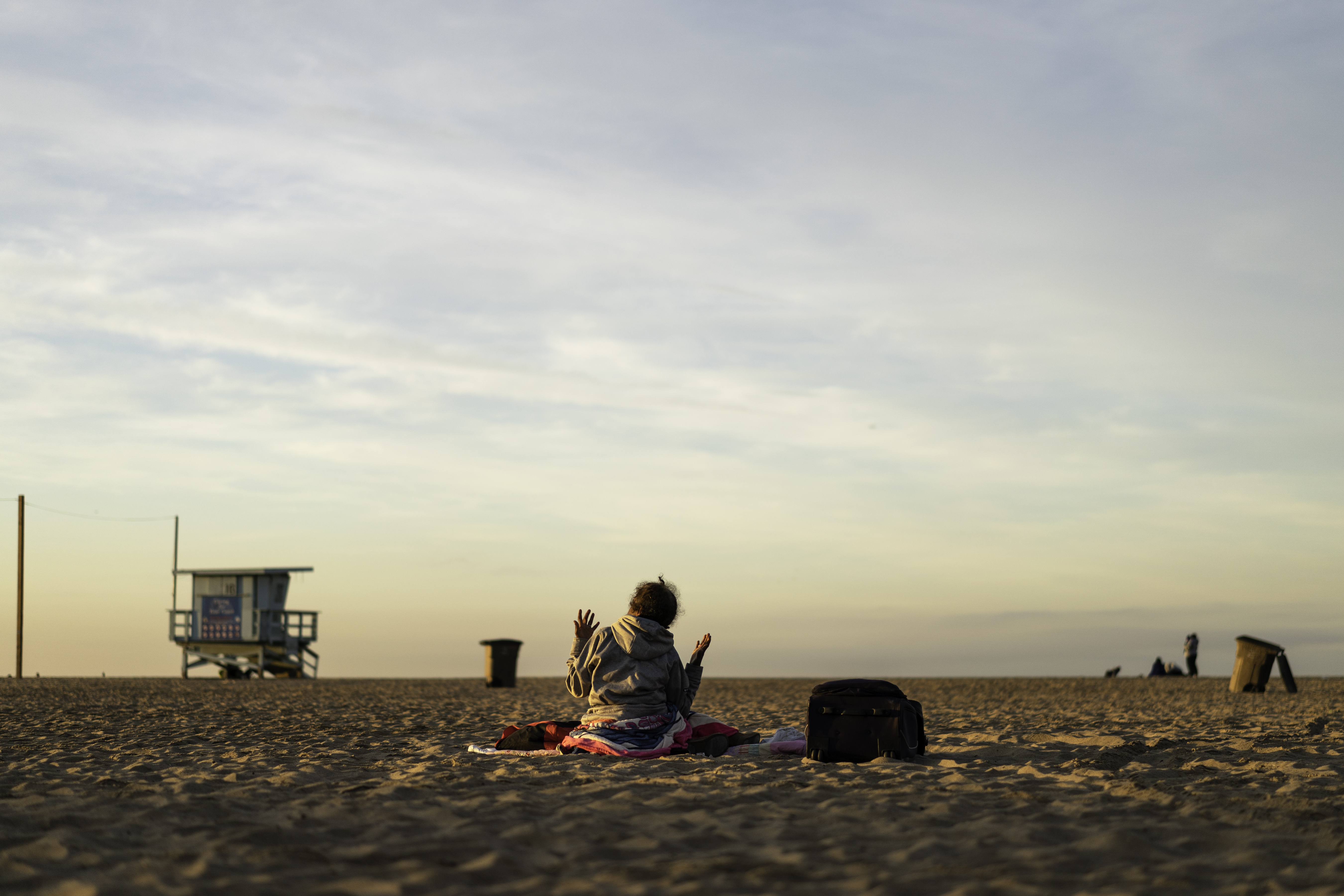
Francesc d'Assís va promoure la pregària de contemplació enmig de la natura.

La pregària ha estat una part essencial del cristianisme des dels seus primers dies. L'oració és un element integral de la fe cristiana i impregna totes les formes de culte cristià. L'oració en el cristianisme és la tradició de comunicar-se amb Déu, ja sigui en plenitud de Déu o com una de les persones de la Trinitat.
Al principi, el culte en l'Església era inseparable de la doctrina, tal com es reflecteix en la declaració: lex orandi, lex credendi, és a dir, la llei de la creença és la llei de l'oració. ElParenostre va ser un element essencial de les trobades dels primers cristians, i amb el temps van sorgir una gran varietat de pregàries cristianes.
Les oracions cristianes són diverses i poden variar entre les denominacions. Poden ser oracions públiques (per exemple, com a part de la litúrgia) o oracions privades per part d'una persona. Les oracions es poden realitzar per demanar (o intercessió), donar gràcies, beneir, pregar o confessar.
Una descripció jeràrquica inclou tres etapes de l'oració. En primer lloc hi ha l'oració vocal, després passa a una forma més estructurada anomenada meditació cristiana, i finalment arriba a les múltiples fases de l'oració contemplativa. L'oració contemplativa segueix la meditació cristiana i és la forma més alta d'oració que pretén aconseguir una estreta unió espiritual amb Déu. Tant els ensenyaments cristians orientals com occidentals han posat èmfasi en l'ús de les oracions meditatives com a element per augmentar el coneixement de Crist.

## Història

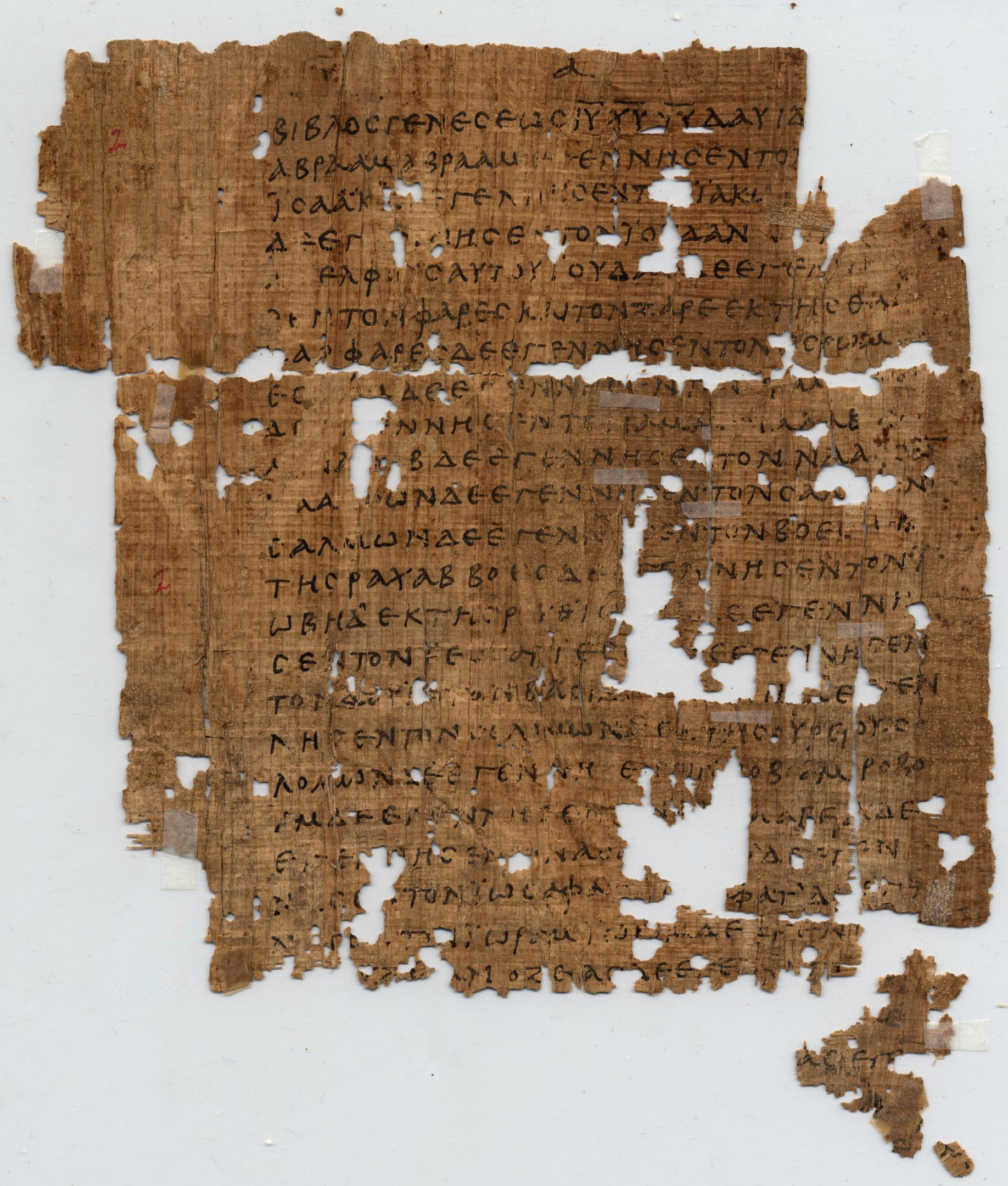
Una pàgina de l'Evangeli segons Mateu, del Papir 1, c. 250

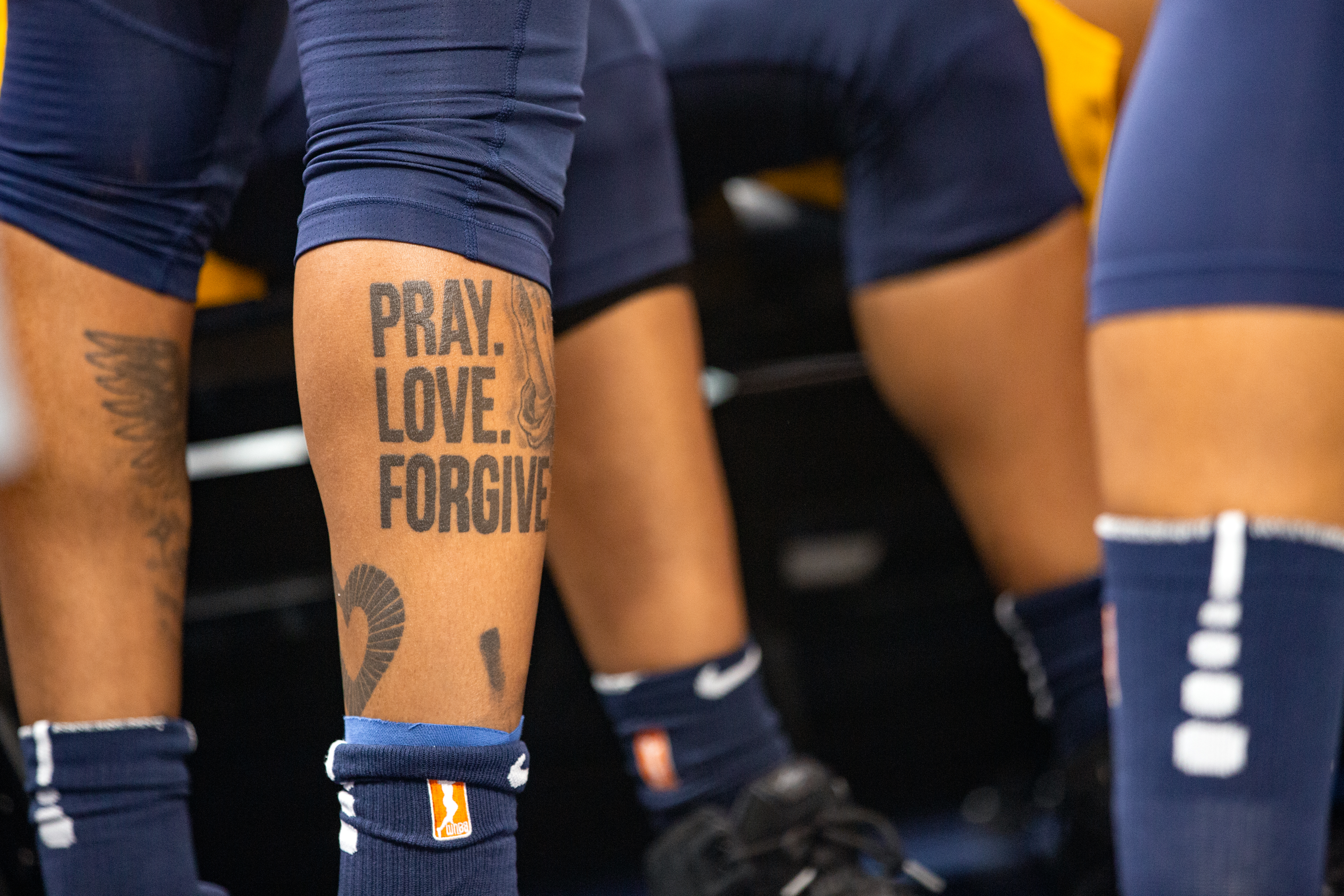
"Prega. Estima. Perdona" en un tatuatge d'una esportista.

L'oració i la lectura de les Escriptures eren elements importants dels primers anys del cristianisme primerenc. Al principi, el culte en l'Església era inseparable de la doctrina, tal com es reflecteix en la declaració: lex orandi, lex credendi, és a dir, la llei de la creença és la llei de l'oració. Les primeres litúrgies cristianes posen de manifest la importància de l'oració.
El Parenostre va ser un element essencial en les reunions dels primers cristians, una pregària que van estendre durant la predicació del cristianisme a les noves terres. Amb el temps, es van desenvolupar diverses oracions mentre s'intensificava la producció de la primera literatura cristiana.
Al segle iii, Orígenes havia avançat la visió de "l'Escriptura com un sagrament". Els seus mètodes d'interpretar les Escriptures i utilitzar-les per pregar van passar a Ambròs de Milà, que al seu torn cap a finals del segle iv els va ensenyar a Sant Agustí, introduint-los en les tradicions monàstiques del cristianisme occidental a partir d'aleshores.
Els primers models de vida monàstica cristiana van sorgir al segle iv, quan els Pares del desert van començar a cercar Déu en els deserts de Palestina i Egipte. Aquestes primeres comunitats van iniciar la tradició d'una vida cristiana de "pregària constant" en un entorn monàstic que va acabar desembocant en pràctiques meditatives al cristianisme oriental durant el període romà d'Orient.

### Meditació

Els quatre moviments de la Lectio divina: llegir, meditar, pregar, contemplar.

Durant l'edat mitjana, les tradicions monàstiques del cristianisme occidental i oriental van passar de l'oració vocal a la meditació cristiana. Aquesta evolució es va concretar en dues pràctiques meditatives diferents i diferents, la Lectio Divina a l'oest i l'hesicasme a l'orient. L'hesicasme implica la repetició de la Pregària de Jesús, i en canvi la Lectio Divina utilitza diferents passatges de les Escriptures i tot i que un passatge es pot repetir diverses vegades, no és de naturalesa repetitiva.
A l'Església occidental, al segle vi, Benet de Núrsia i el papa Gregori el Gran van iniciar els mètodes formals d'oració escriptural anomenada Lectio Divina. Amb el lema Ora et labora (és a dir pregària i treball), la vida diària d'un monestir benedictí constava de tres elements: l'oració litúrgica, el treball manual i la Lectio Divina, una lectura de pregària tranquil·la de la Bíblia. Aquesta lectura lenta i reflexiva de les Escriptures va anar derivant vers la meditació.
Al començament del segle xii, Bernat de Claravall va ser fonamental per refermar la importància de Lectio Divina dins de l'ordre cistercenc. Bernard també va emfasitzar el paper de l'Esperit Sant en l'oració contemplativa i el va comparar amb un petó de Déu Pare que permet una unió amb Déu.
La progressió des de la lectura de la Bíblia fins a la meditació, per tenir un respecte amorós per Déu, va ser descrita formalment per Guigo II, un monjo cartoixà que va morir a finals del segle xii. El llibre de Guigo L'escala dels monjos es considera la primera descripció metòdica de l'oració en la tradició mística occidental.
En el cristianisme oriental, les tradicions monàstiques de la "pregària constant" que es remuntava als Pares del desert i Evagri del Pont van establir la pràctica de l'hesicasme i van influir en el llibre de Joan Clímac Escala al Paradís cap al segle vii. Aquestes oracions meditatives van ser promogudes i recolzades per Gregori Palamàs al segle xiv.

### Contemplació
A l'Església occidental, durant el segle xv, els venecians Lorenzo Giustiniani i Ludovico Barbo van emprendre les reformes del clergat i les regles monàstiques. Van considerar que l'oració metòdica i la meditació eren eines imprescindibles per a les reformes que calia emprendre. Barbo, que va morir el 1443, va escriure un tractat de pregària titulat Forma orationis et meditionis que també es coneixia com a Modus meditandi. Va descriure tres tipus d'oració; l'oració vocal, més adequada per a principiants; la meditació, orientada a aquells més avançats; i la contemplació com la forma més alta d'oració, només possible després de l'etapa de meditació. A partir de la petició del papa Eugeni IV, Barbo va introduir aquests mètodes a Valladolid, i a finals del segle xv s'utilitzaven a l'abadia de Montserrat. Aquests mètodes van influenciar a García Jiménez de Cisneros, que al seu torn van influenciar en Ignasi de Loiola.
L'església ortodoxa oriental té una jerarquia de tres nivells de pregària similar. El primer nivell és l'oració vocal, el segon nivell és la meditació (també anomenada "oració interior" o "oració discursiva") i el tercer nivell és una pregària contemplativa en la qual es cultiva una relació molt més estreta amb Déu.

## Jerarquia

### Oració

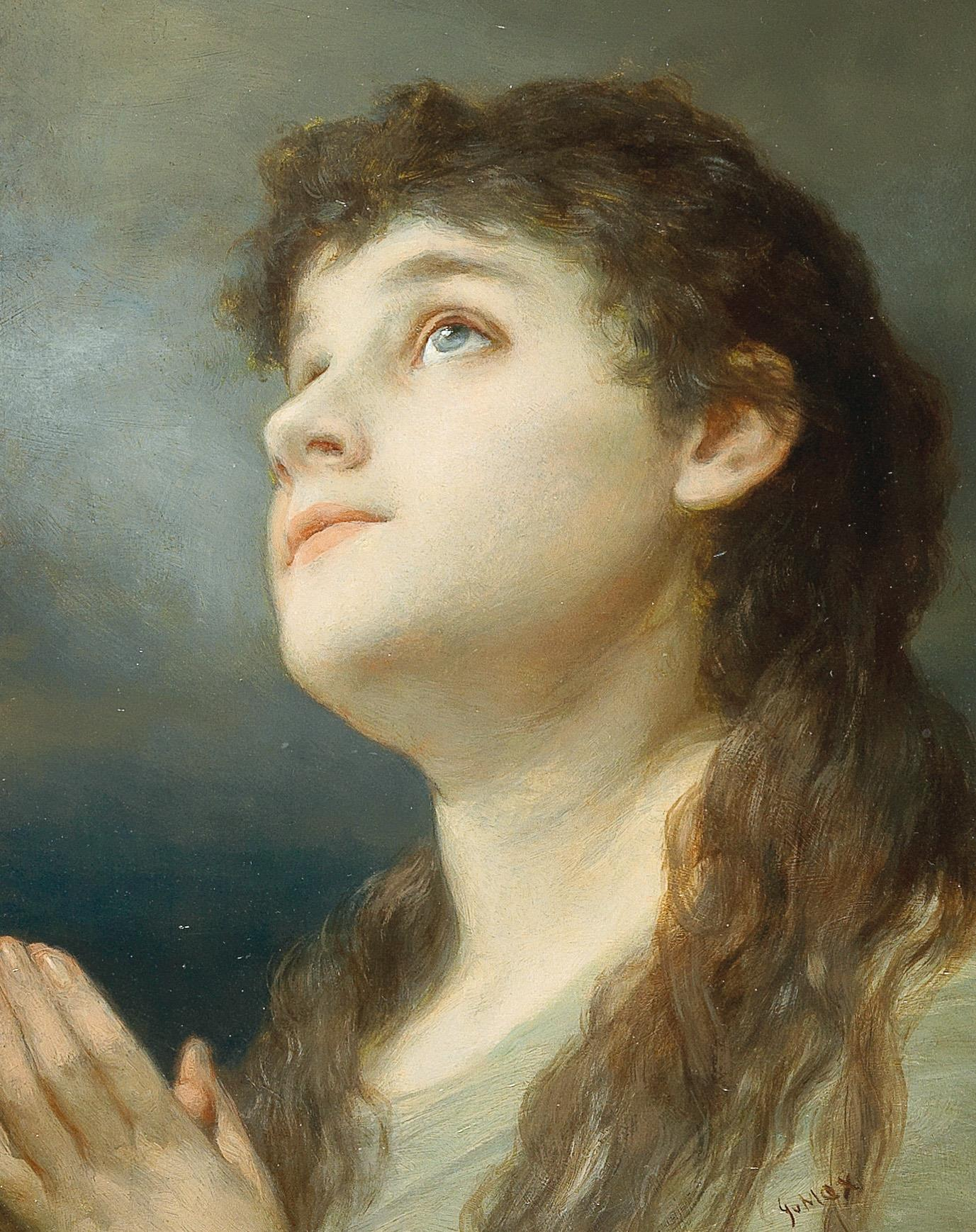
Pregant, una pintura de Gabriel von Max

L'oració és un element integral de la fe cristiana i impregna totes les formes de culte cristià. L'oració en el cristianisme és la tradició de comunicar-se amb Déu, ja sigui en plenitud de Déu o com una de les persones de la Trinitat. Les oracions cristianes són diverses i poden variar entre les denominacions cristianes. Poden ser oracions públiques (per exemple, com a part de la litúrgia) o oracions privades per part d'una persona.
L'oració més comuna entre els cristians és el Parenostre, que segons els relats evangèlics (ex Mateu 6: 9-13) és la manera com Jesús va ensenyar als seus deixebles a resar. És un model per a les oracions d'adoració, confessió i petició en el cristianisme.
Els primers segles del cristianisme van ser testimonis d'un intens creixement de la literatura religiosa i sovint incloïen oracions. Les oracions registrades en la literatura cristiana primerenca es poden classificar en sis tipus: petició (inclosa la intercessió), agraïment, benedicció, pregària, confessió i finalment un petit nombre de lamentacions. Els cinc primers d'aquests tipus han persistit al llarg dels segles i s'han expressat en un gran nombre de pregàries cristianes. Tot i això, algunes oracions poden combinar algunes d'aquestes formes, com ara pregària i agraïment, etc.

### Meditació

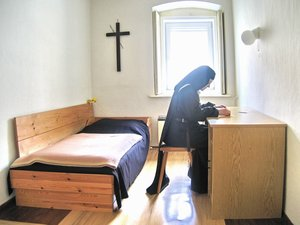
Una monja carmelita a la seva cel·la, meditant sobre la Bíblia.

La meditació cristiana és un intent estructurat d'entrar en contacte i reflexionar deliberadament sobre les revelacions de Déu. La paraula meditació prové de la paraula llatina meditārī, que té un ventall de significats que inclouen reflexionar, estudiar i practicar. La meditació cristiana és el procés d'enfocar-se deliberadament en pensaments específics (com un passatge de la bíblia) i reflexionar sobre el seu significat en el context de l'amor de Déu.
Al segle xx, la pràctica de Lectio Divina es va allunyar dels entorns monàstics i va arribar a cristians laics a l'Església occidental. Entre els catòlics romans, la meditació del Rosari segueix sent una de les pràctiques espirituals més esteses i populars.
Mentre que la meditació a l'Església occidental es construïa sobre els fonaments de Lectio Divina, va aparèixer una forma diferent de pràctica meditativa dins del cristianisme oriental durant el període romà d'Orient, a mesura que la pràctica de l'hesicasme va tenir conseqüències, especialment al mont Atos de Grècia. L'hesicasme va ser promogut per Gregori Palamàs al segle xiv i segueix sent part de l'espiritualitat cristiana oriental.
Tant els ensenyaments cristians orientals com els occidentals han posat èmfasi en l'ús de la meditació cristiana com a element per augmentar el coneixement de Crist. La meditació cristiana pretén augmentar la relació personal basada en l'amor de Déu que marca la comunió cristiana. Es tracta del nivell mitjà en una caracterització de l'oració en tres etapes àmplia: implica més reflexió que l'oració vocal de primer nivell, però està més estructurada que les múltiples capes de contemplació del cristianisme.

### Contemplació
De vegades, no hi ha cap límit clar entre la meditació cristiana i la contemplació cristiana, i es solapen. La meditació serveix de fonament de la vida contemplativa, la pràctica a través de la qual es comença l'estat de contemplació.
En la meditació discursiva, la ment i la imaginació i altres facultats treballen activament en un esforç per comprendre la relació amb Déu. En l'oració contemplativa, aquesta activitat es redueix, de manera que la contemplació ha estat descrita com "una mirada de fe", "un amor silenciós".